# Air Command and Staff College

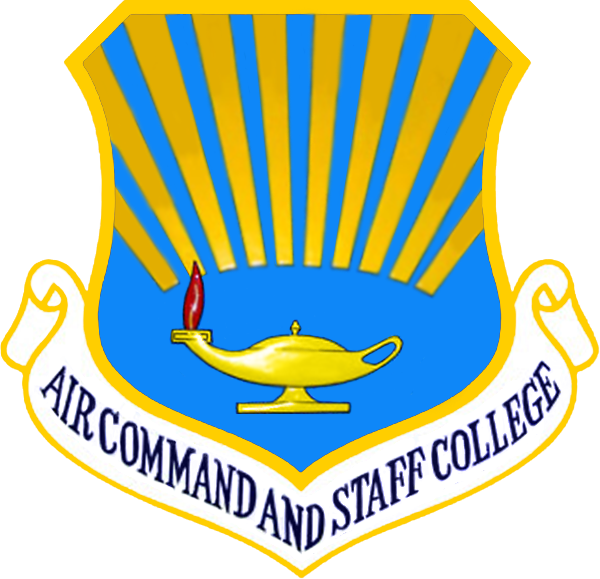
Emblème de l'Air Command and Staff College.

L'Air Command and Staff College (ACSC) est l'école de formation militaire professionnelle de niveau intermédiaire de l'United States Air Force (USAF).
Située à la base aérienne Maxwell à Montgomery en Alabama, il s'agit d'un commandement subordonné de l'Air University (AU), également situé à Maxwell, et fait partie du Air Education and Training Command (AETC) dont le siège est à base aérienne Randolph au Texas.
L'ACSC prépare des officiers supérieurs ou de niveau équivalent de toutes les armes militaires américaines au niveau O-4 (par exemple, les majors de l'USAF).